# Fussballclub Aarau 1902 2020-2021
Questa voce raccoglie le informazioni riguardanti il Fussballclub Aarau 1902 nelle competizioni ufficiali della stagione 2020-2021.

## Stagione
Nella stagione 2020-2021 l'Aarau, allenato da Stephan Keller, concluse il campionato di Challenge League al 5º posto. In Coppa Svizzera l'Aarau fu eliminato in semifinale dal Lucerna.

## Rosa
| N. |                        | Ruolo | Calciatore           |
| -- | ---------------------- | ----- | -------------------- |
| 1  | Svizzera (bandiera)    | P     | Simon Enzler         |
| 2  | Svizzera (bandiera)    | D     | Marco Thaler         |
| 3  | Svizzera (bandiera)    | D     | Jérôme Thiesson      |
| 4  | Svizzera (bandiera)    | D     | Binjamin Hasani      |
| 5  | Paesi Bassi (bandiera) | D     | Léon Bergsma         |
| 7  | Svizzera (bandiera)    | C     | Kevin Spadanuda      |
| 8  | Svizzera (bandiera)    | C     | Olivier Jäckle       |
| 9  | Kosovo (bandiera)      | C     | Liridon Balaj        |
| 10 | Albania (bandiera)     | A     | Shkëlzen Gashi       |
| 11 | Kosovo (bandiera)      | C     | Donat Rrudhani       |
| 12 | Svizzera (bandiera)    | P     | Nicholas Ammeter     |
| 13 | Montenegro (bandiera)  | D     | Elsad Zverotić       |
| 14 | Svizzera (bandiera)    | D     | Nicolas Schindelholz |
| 19 | Svizzera (bandiera)    | C     | Silvan Schwegler     |
| 20 | Kosovo (bandiera)      | C     | Milot Avdyli         |
| 21 | Svizzera (bandiera)    | C     | Mats Hammerich       |

| N. |                               | Ruolo | Calciatore        |
| -- | ----------------------------- | ----- | ----------------- |
| 22 | Albania (bandiera)            | D     | Arijan Qollaku    |
| 24 | Svizzera (bandiera)           | D     | Bastien Conus     |
| 25 | Svizzera (bandiera)           | C     | Marco Aratore     |
| 26 | Portogallo (bandiera)         | A     | Mickael Almeida   |
| 29 | Svizzera (bandiera)           | A     | Noah Boakye       |
| 33 | Svizzera (bandiera)           | C     | Flavio Caserta    |
| 34 | Svizzera (bandiera)           | D     | Raoul Giger       |
| 40 | Svizzera (bandiera)           | C     | Randy Schneider   |
| 41 | Svizzera (bandiera)           | D     | Fabrice Suter     |
| 41 | Kosovo (bandiera)             | C     | Sead Selishta     |
| 41 | Svizzera (bandiera)           | C     | Devran Şenyurt    |
| 41 | Turchia (bandiera)            | A     | Hasan Karakurd    |
| 42 | Macedonia del Nord (bandiera) | C     | Ersan Hajdari     |
| 44 | Belgio (bandiera)             | D     | Bryan Verboom     |
| 70 | Venezuela (bandiera)          | C     | Miguel Peralta    |
| 99 | Svizzera (bandiera)           | A     | Filip Stojilković |

## Organigramma societario
Area tecnica
- Allenatore: Stephan Keller
- Allenatore in seconda:
- Preparatore dei portieri: Flamur Tahiraj
- Preparatori atletici: Norbert Fischer

## Calciomercato

### Sessione estiva
| Acquisti | Acquisti          | Acquisti           | Acquisti |
| R.       | Nome              | da                 | Modalità |
| -------- | ----------------- | ------------------ | -------- |
| A        | Filip Stojilković | Sion               |          |
| C        | Marco Aratore     | Ural               |          |
| D        | Arijan Qollaku    | Sciaffusa          |          |
| C        | Randy Schneider   | Grasshoppers       |          |
| D        | Léon Bergsma      | AZ Alkmaar         |          |
| D        | Bryan Verboom     | La Louvière Centre |          |
| P        | Simon Enzler      | Lucerna            |          |
| P        | Joël Bonorand     | Baden              |          |

| Cessioni | Cessioni          | Cessioni    | Cessioni |
| R.       | Nome              | a           | Modalità |
| -------- | ----------------- | ----------- | -------- |
| A        | Yvan Alounga      | Lucerna     |          |
| D        | François Affolter | Chiasso     |          |
| P        | Joël Bonorand     | YF Juventus |          |
| P        | Marvin Hübel      | Baden       |          |

### Sessione invernale
| Acquisti | Acquisti        | Acquisti   | Acquisti |
| R.       | Nome            | da         | Modalità |
| -------- | --------------- | ---------- | -------- |
| D        | Bastien Conus   | Chiasso    |          |
| A        | Mickael Almeida | Chiasso    |          |
| C        | Milot Avdyli    | Trepça '89 |          |
| A        | Noah Boakye     | Baden      |          |

| Cessioni | Cessioni        | Cessioni   | Cessioni |
| R.       | Nome            | a          | Modalità |
| -------- | --------------- | ---------- | -------- |
| P        | Anthony von Arx | Cham       |          |
| D        | Stevan Lujic    | Chiasso    |          |
| C        | Petar Mišić     | Tuzla City |          |

## Risultati

### Challenge League

#### Prima fase, girone di andata
| Arbitro: | Horisberger |

|           |           |                                            |
| Gashi 12’ | Marcatori | 61’ Haile-Selassie 63’ Fazliu 90’ Krasniqi |

| Arbitro: | Schärli |

|                                                      |           |                          |
| Callà 5’ Buess 29’ (rig.) Doumbia 36’, 89’ Alves 73’ | Marcatori | 35’ Spadanuda 60’ Jäckle |

| Arbitro: | Wolfensberger |

|                      |           |             |
| Jäckle 16’ Gashi 45’ | Marcatori | 82’ Sifneos |

| Arbitro: | Jancevski |

|             |           |              |
| Lahiouel 6’ | Marcatori | 63’ Rrudhani |

| Arbitro: | Horisberger |

|             |           |                                      |
| Pollero 84’ | Marcatori | 50’ (aut.) Rodríguez 89’ Stojilković |

| Arbitro: | Bieri |

|                                    |           |           |
| Rrudhani 10’ Gashi 29’ (rig.), 76’ | Marcatori | 56’ Gomes |

| Arbitro: | Staubli |

|              |           |  |
| Chihadeh 84’ | Marcatori |  |

| Arbitro: | Gianforte |

|                       |           |                           |
| Gashi 31’, 48’ (rig.) | Marcatori | 8’ Berisha 60’ Yesilcayir |

| Arbitro: | Jancevski |

|  |           |            |
|  | Marcatori | 31’ Santos |

#### Prima fase, girone di ritorno
| Arbitro: | Schärli |

|  |           |                              |
|  | Marcatori | 70’ Stojilković 90’ Rrudhani |

| Arbitro: | Wolfensberger |

|                                        |           |           |
| Thiesson 16’ Stojilković 65’ Mišić 90’ | Marcatori | 30’ Callà |

| Arbitro: | Schärli |

|                       |           |                                                    |
| Đurić 45’ Mafouta 57’ | Marcatori | 8’ Aratore 31’ Stojilković 55’ Balaj 77’ Spadanuda |

| Arbitro: | Cibelli |

|                                    |           |                                       |
| Hammerich 67’ Hasani 71’ Balaj 74’ | Marcatori | 33’ Gazzetta 46’, 90’ (rig.) Lahiouel |

| Arbitro: | von Mandach |

|                   |           |                                             |
| Enzler 63’ (aut.) | Marcatori | 39’ (rig.) Jäckle 59’ Stojilković 84’ Mišić |

| Arbitro: | Wolfensberger |

|                                           |           |            |
| Spadanuda 23’ Wetz 65’ (aut.) Aratore 90’ | Marcatori | 70’ Hasler |

| Arbitro: | Jaccottet |

|                                                    |           |               |
| Silvio 13’ Haile-Selassie 47’ Muntwiler 60’ (rig.) | Marcatori | 82’ Spadanuda |

| Arbitro: | Wolfensberger |

|                           |           |                 |
| Bonatini 49’ Demhasaj 62’ | Marcatori | 12’ Stojilković |

| Arbitro: | Tschudi |

|              |           |                          |
| Zverotić 36’ | Marcatori | 50’ Prtajin 90’ Kastrati |

#### Seconda fase, girone di andata
| Kriens 5 febbraio 2021, ore 19:00 CET 19ª giornata | Kriens  | 0 – 0 referto | Aarau | Stadion Kleinfeld (0 spett.)\| Arbitro: \| Schärli \| |
| Arbitro:                                           | Schärli |               |       |                                                       |

| Arbitro: | Piccolo |

|                                                         |           |  |
| Balaj 8’ Jäckle 12’ Rrudhani 83’ Stojilković 90’ (rig.) | Marcatori |  |

| Arbitro: | Gianforte |

|             |           |             |
| Amdouni 15’ | Marcatori | 90’ Almeida |

| Aarau 26 febbraio 2021, ore 20:00 CET 22ª giornata | Aarau   | 0 – 0 referto | Winterthur | Stadion Brügglifeld (0 spett.)\| Arbitro: \| Staubli \| |
| Arbitro:                                           | Staubli |               |            |                                                         |

| Arbitro: | Horisberger |

|                                                    |           |                                 |
| Almeida 7’, 37’ Stojilković 88’ Aratore 90’ (rig.) | Marcatori | 59’ Chihadeh 63’ (aut.) Bergsma |

| Arbitro: | Hänni |

|                 |           |  |
| Marzouk 4’, 47’ | Marcatori |  |

| Arbitro: | Schärer |

|                            |           |  |
| Bergsma 44’, 82’ Gashi 90’ | Marcatori |  |

| Arbitro: | San |

|                                        |           |                 |
| Pusic 6’, 35’ Arigoni 17’ Gjorgjev 90’ | Marcatori | 47’ Stojilković |

| Arbitro: | Kanagasingam |

|                     |           |  |
| Rrudhani 37’ (rig.) | Marcatori |  |

#### Seconda fase, girone di ritorno
| Arbitro: | Turkeš |

|  |           |                 |
|  | Marcatori | 90’ Stojilković |

| Arbitro: | Kanagasingam |

|                              |           |             |
| Rrudhani 2’, 66’ Bergsma 64’ | Marcatori | 72’ Bahloul |

| Arbitro: | Wolfensberger |

|                                                                     |           |  |
| Silvio 19’, 35’, 69’ Haile-Selassie 25’, 28’ Krasniqi 36’ Tushi 84’ | Marcatori |  |

| Arbitro: | Schärli |

|                                          |           |                                |
| Mahamid 11’ (rig.) Arnold 30’ Ramizi 88’ | Marcatori | 17’ Spadanuda 52’, 86’ Almeida |

| Arbitro: | San |

|                       |           |              |
| Balaj 58’ Almeida 86’ | Marcatori | 74’ Demhasaj |

| Arbitro: | Piccolo |

|                                     |           |                               |
| Pollero 48’ Prtajin 54’ Bislimi 79’ | Marcatori | 43’ Stojilković 53’ Spadanuda |

| Arbitro: | Horisberger |

|                                       |           |  |
| Stojilković 47’, 58’, 66’ Aratore 87’ | Marcatori |  |

| Arbitro: | Cibelli |

|            |           |                                  |
| Sutter 81’ | Marcatori | 42’, 65’ Almeida 90’ Stojilković |

| Arbitro: | Tschudi |

|  |           |                                   |
|  | Marcatori | 4’ Ajdini 56’ Gaillard 84’ Ndongo |

### Coppa Svizzera
| Arbitro: | Bieri |

|                                      |                      |                                              |
| Thiesson Balaj Rrudhani Jäckle Mišić | Tiri di rigore 4 – 3 | Fazliu Sauter Kronig Šarčević Haile-Selassie |

| Arbitro: | Schärer |

|                                                    |           |                             |
| Rrudhani 12’ Balaj 88’ Giger 110’ Stojilković 112’ | Marcatori | 62’ (rig.) Grgić 83’ Hoarau |

| Arbitro: | Jaccottet |

|                                   |           |  |
| Almeida 12’ Bergsma 41’ Gashi 49’ | Marcatori |  |

| Arbitro: | Schärer |

|            |           |                      |
| Almeida 9’ | Marcatori | 4’ N'Diaye 74’ Tasar |

## Statistiche

### Statistiche di squadra
| Competizione     | Punti | In casa | In casa | In casa | In casa | In casa | In casa | In trasferta | In trasferta | In trasferta | In trasferta | In trasferta | In trasferta | Totale | Totale | Totale | Totale | Totale | Totale | DR  |
| Competizione     | Punti | G       | V       | N       | P       | Gf      | Gs      | G            | V            | N            | P            | Gf           | Gs           | G      | V      | N      | P      | Gf     | Gs     | DR  |
| ---------------- | ----- | ------- | ------- | ------- | ------- | ------- | ------- | ------------ | ------------ | ------------ | ------------ | ------------ | ------------ | ------ | ------ | ------ | ------ | ------ | ------ | --- |
| Challenge League | 58    | 18      | 11      | 3       | 4       | 39      | 22      | 18           | 6            | 4            | 8            | 27           | 37           | 36     | 17     | 7      | 12     | 66     | 59     | +7  |
| Coppa Svizzera   | -     | 4       | 2       | 1       | 1       | 8       | 4       | 0            | 0            | 0            | 0            | 0            | 0            | 4      | 2      | 1      | 1      | 8      | 4      | +4  |
| Totale           | 58    | 22      | 13      | 4       | 5       | 47      | 26      | 18           | 6            | 4            | 8            | 27           | 37           | 40     | 19     | 8      | 13     | 74     | 63     | +11 |

### Andamento in campionato
| Giornata  | 1 | 2 | 3 | 4 | 5 | 6 | 7 | 8 | 9 | 10 | 11 | 12 | 13 | 14 | 15 | 16 | 17 | 18 | 19 | 20 | 21 | 22 | 23 | 24 | 25 | 26 | 27 | 28 | 29 | 30 | 31 | 32 | 33 | 34 | 35 | 36 |
| --------- | - | - | - | - | - | - | - | - | - | -- | -- | -- | -- | -- | -- | -- | -- | -- | -- | -- | -- | -- | -- | -- | -- | -- | -- | -- | -- | -- | -- | -- | -- | -- | -- | -- |
| Luogo     | C | T | C | T | T | C | T | C | C | T  | C  | T  | C  | T  | C  | T  | T  | C  | T  | C  | T  | C  | C  | T  | C  | T  | C  | T  | C  | T  | T  | C  | T  | C  | T  | C  |
| Risultato | P | P | V | N | V | V | P | N | P | V  | V  | V  | N  | V  | V  | P  | P  | P  | N  | V  | N  | N  | V  | P  | V  | P  | V  | V  | V  | P  | N  | V  | P  | V  | V  | P  |
| Posizione | 8 | 8 | 8 | 9 | 7 | 4 | 7 | 7 | 9 | 5  | 5  | 3  | 5  | 4  | 3  | 5  | 6  | 6  | 6  | 4  | 4  | 5  | 4  | 5  | 5  | 5  | 5  | 3  | 3  | 4  | 3  | 3  | 4  | 3  | 3  | 5  |

Legenda:

Luogo: C = Casa; T = Trasferta. Risultato: V = Vittoria; N = Pareggio; P = Sconfitta.

### Statistiche dei giocatori
| Giocatore       | Challenge League | Challenge League | Challenge League | Challenge League | Coppa Svizzera | Coppa Svizzera | Coppa Svizzera | Coppa Svizzera | Totale   | Totale | Totale      | Totale     |
| Giocatore       | Presenze         | Reti             | Ammonizioni      | Espulsioni       | Presenze       | Reti           | Ammonizioni    | Espulsioni     | Presenze | Reti   | Ammonizioni | Espulsioni |
| --------------- | ---------------- | ---------------- | ---------------- | ---------------- | -------------- | -------------- | -------------- | -------------- | -------- | ------ | ----------- | ---------- |
| M. Almeida      | 17               | 8                | 3                | 1                | 2              | 2              | 0              | 0              | 19       | 10     | 3           | 1          |
| N. Ammeter      | 0                | 0                | 0                | 0                | 0              | 0              | 0              | 0              | 0        | 0      | 0           | 0          |
| M. Aratore      | 34               | 4                | 3                | 0                | 3              | 0              | 0              | 0              | 37       | 4      | 3           | 0          |
| M. Avdyli       | 6                | 0                | 0                | 0                | 0              | 0              | 0              | 0              | 6        | 0      | 0           | 0          |
| L. Balaj        | 31               | 4                | 3                | 0                | 3              | 1              | 0              | 1              | 34       | 5      | 3           | 1          |
| L. Bergsma      | 35               | 3                | 2                | 1                | 4              | 1              | 1              | 0              | 39       | 4      | 3           | 1          |
| N. Boakye       | 4                | 0                | 0                | 0                | 0              | 0              | 0              | 0              | 4        | 0      | 0           | 0          |
| F. Caserta      | 12               | 0                | 0                | 0                | 2              | 0              | 1              | 0              | 14       | 0      | 1           | 0          |
| B. Conus        | 16               | 0                | 3                | 0                | 2              | 0              | 0              | 0              | 18       | 0      | 3           | 0          |
| S. Enzler       | 36               | 0                | 2                | 0                | 4              | 0              | 0              | 0              | 40       | 0      | 2           | 0          |
| S. Gashi        | 13               | 7                | 1                | 0                | 2              | 1              | 0              | 0              | 15       | 8      | 1           | 0          |
| R. Giger        | 34               | 0                | 8                | 0                | 4              | 1              | 0              | 0              | 38       | 1      | 8           | 0          |
| E. Hajdari      | 0                | 0                | 0                | 0                | 0              | 0              | 0              | 0              | 0        | 0      | 0           | 0          |
| M. Hammerich    | 29               | 1                | 5                | 0                | 4              | 0              | 0              | 0              | 33       | 1      | 5           | 0          |
| B. Hasani       | 8                | 1                | 0                | 0                | 0              | 0              | 0              | 0              | 8        | 1      | 0           | 0          |
| O. Jäckle       | 33               | 4                | 8                | 1                | 4              | 0              | 1              | 0              | 37       | 4      | 9           | 1          |
| H. Karakurd     | 0                | 0                | 0                | 0                | 0              | 0              | 0              | 0              | 0        | 0      | 0           | 0          |
| S. Lujic        | 3                | 0                | 0                | 0                | 1              | 0              | 0              | 0              | 4        | 0      | 0           | 0          |
| P. Mišić        | 12               | 2                | 0                | 1                | 1              | 0              | 0              | 0              | 13       | 2      | 0           | 1          |
| M. Peralta      | 0                | 0                | 0                | 0                | 0              | 0              | 0              | 0              | 0        | 0      | 0           | 0          |
| A. Qollaku      | 5                | 0                | 1                | 0                | 0              | 0              | 0              | 0              | 5        | 0      | 1           | 0          |
| D. Rrudhani     | 34               | 7                | 3                | 0                | 4              | 1              | 0              | 0              | 38       | 8      | 3           | 0          |
| N. Schindelholz | 0                | 0                | 0                | 0                | 0              | 0              | 0              | 0              | 0        | 0      | 0           | 0          |
| R. Schneider    | 25               | 0                | 3                | 0                | 2              | 0              | 1              | 0              | 27       | 0      | 4           | 0          |
| S. Schwegler    | 17               | 0                | 1                | 0                | 3              | 0              | 0              | 0              | 20       | 0      | 1           | 0          |
| S. Selishta     | 0                | 0                | 0                | 0                | 1              | 0              | 0              | 0              | 1        | 0      | 0           | 0          |
| K. Spadanuda    | 33               | 6                | 2                | 0                | 4              | 0              | 0              | 0              | 37       | 6      | 2           | 0          |
| F. Stojilković  | 32               | 15               | 6                | 0                | 3              | 1              | 1              | 0              | 35       | 16     | 7           | 0          |
| F. Suter        | 0                | 0                | 0                | 0                | 0              | 0              | 0              | 0              | 0        | 0      | 0           | 0          |
| M. Thaler       | 0                | 0                | 0                | 0                | 0              | 0              | 0              | 0              | 0        | 0      | 0           | 0          |
| J. Thiesson     | 30               | 1                | 4                | 0                | 4              | 0              | 1              | 0              | 34       | 1      | 5           | 0          |
| B. Verboom      | 2                | 0                | 0                | 0                | 1              | 0              | 0              | 0              | 3        | 0      | 0           | 0          |
| E. Zverotić     | 27               | 1                | 2                | 0                | 2              | 0              | 0              | 0              | 29       | 1      | 2           | 0          |
| A. von Arx      | 0                | 0                | 0                | 0                | 0              | 0              | 0              | 0              | 0        | 0      | 0           | 0          |
| D. Şenyurt      | 0                | 0                | 0                | 0                | 0              | 0              | 0              | 0              | 0        | 0      | 0           | 0          |